# A las barricadas
A las barricadas est l'hymne de la Confédération nationale du travail. Ses paroles sont écrites par Valeriano Orobón Fernández en 1933 et il se chante sur l'air de La Varsovienne.
Il est devenu l'un des chants anarchistes les plus populaires pendant la révolution sociale espagnole de 1936.

## Contexte historique
A las barricadas est l'hymne de la Confédération nationale du travail.
Il est devenu l'un des chants anarchistes les plus populaires pendant la révolution sociale espagnole de 1936.

## Paroles

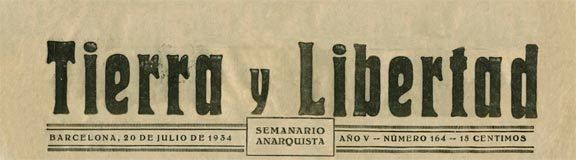
, du 20 juillet 1934 à Barcelone.

Les paroles sont écrites par Valeriano Orobón Fernández, et publiées pour la première fois en novembre 1933 dans un supplément de la revue barcelonaise Tierra y Libertad.
Negras tormentas agitan los aires.
Nubes oscuras nos impiden ver.
Aunque nos espere el dolor y la muerte
Contra el enemigo nos llama el deber.

El bien más preciado es la libertad
Hay que defenderla con fe y valor.

Alza la bandera revolucionaria
que del triunfo sin cesar nos lleva en pos. [variante : que llevará al pueblo a la emancipación.]
Alza la bandera revolucionaria
que del triunfo sin cesar nos lleva en pos. [variante : que llevará al pueblo a la emancipación.]

En pie el pueblo obrero, a la batalla
Hay que derrocar a la reacción.

¡ A las barricadas ! ¡ A las barricadas !
Por el triunfo de la Confederación.
¡ A las barricadas ! ¡ A las barricadas !
Por el triunfo de la Confederación.

### Traduction française
Des tempêtes noires agitent les airs.
Des nuages sombres nous empêchent de voir.
Même si la mort et la douleur nous attendent
Le devoir nous appelle contre l'ennemi.

Le bien le plus précieux est la liberté.
Il faut la défendre avec foi et courage.

Lève le drapeau révolutionnaire
qui nous emmène sans répit à la recherche de la victoire. [variante : qui mènera le peuple à l'émancipation.]
Lève le drapeau révolutionnaire
qui nous emmène sans répit à la recherche de la victoire. [variante : qui mènera le peuple à l'émancipation.]

Debout peuple ouvrier, au combat
Il faut vaincre la réaction.

Aux barricades ! Aux barricades !
Pour le triomphe de la Confédération !
Aux barricades ! Aux barricades !
Pour le triomphe de la Confédération !

## Musique
La musique est celle de La Varsovienne.